# The Drag
The Drag è un'opera teatrale di Mae West, portata al debutto a Bridgeport nel 1927.

## Trama
Atto I
Nella sua casa di New York il dottor James Richmond parla di come gli omosessuali possano essere "curati" tramite terapia di conversione al suo amico e cognato Robert Kingsbury, un giudice che sostiene che gli omosessuali dovrebbero essere perseguiti penalmente. Due omosessuali chiedono di vedere Richmond nel suo studio: Clem Hathaway ha portato il suo amico David Caldwell dal dottore perché l'uomo è depresso dopo che il suo fidanzato lo ha lasciato per un altro uomo. Intanto Clair, la figlia di Richmond, pianifica un viaggio in Europa senza il marito Roland, il figlio di Robert. Clair confida alla zia Barbara che Roland non è interessato a fare sesso con lui e a conferma del fatto il marito accetta che la moglie vada via senza di lui. Quando David lascia l'ufficio di Richmond incontra Roland, l'ex amante che lo ha lasciato da poco. Tra i due scoppia un alterco, che Richmond attribuisce allo stato mentale di David. Quando il paziente lascia lo studio Richmond rimane solo con Roland, rallegrandosi ad alta voce che il genero non sia omosessuale.
Atto II
Nella tenuta fuori città dei Kingsbury il maggiordomo Parsons fa entrare tre uomini evidentemente gay venuti a passare qualche giorno là su invito del loro amico Roland. Il padrone di casa nutre profondo affetto per i suoi amici, ma chiede loro di nascondere la propria sessualità quando il suo socio in affari Allen Greyson arriva in visita. Rimasto da solo con Allen, Roland gli confessa la sua omosessualità e il suo amore per lui, ma il socio lo rifiuta, perché eterosessuale e innamorato di Clair. Resosi contro che il matrimonio dell'amata è soltanto una messa in scena, Allen corre a dichiararsi a Clair.
Atto III
Nel salotto dei Kingsbury si sta tenendo un ballo con uomini vestiti da donne e un'orchestra jazz. Quando la festa si fa troppo scatenata Roland manda tutti a casa e si ritira al piano di sopra; poco dopo si sente uno sparo e Parsons corre a telefonare al giudice Kingsley per annunciargli che il figlio è morto.
Un detective della polizia e il giudice arrivano alla tenuta la mattina dopo la festa. Il primo sospettato per la morte di Roland è Allen, dato che i due avevano discusso prima dell'omicidio e ora Allen è evidentemente in intimità con la neo-vedova. Il dottor Richmond e David arrivano alla tenuta e David annuncia di essere l'assassino di Roland, l'ex amante di cui si è vendicato. Il medico supplica il giudice di essere indulgente e per evitare lo scandalo Kingsbury ordina al detective di classificare la morte del figlio come un suicidio.

## Genesi dell'opera
Mae West affermò che il dramma era ispirato a un suo amico, un giovane omosessuale desideroso di vivere apertamente la propria sessualità. The Drag può essere anche letto in risposta a La prigioniera, un dramma a tematica saffica debuttato a Broadway nel 1926 ottenendo sia un grande successo di pubblica che violente reazioni da parte dei circoli conservatori e della polizia.

## Rappresentazioni
Nel cast la West volle solo attori omosessuali selezionati in un club privato del Greenwich Village e le prove si svolgevano la sera dopo che l'attrice aveva terminato le rappresentazioni serali di The Sex. Il dramma ebbe la sua prima a Bridgeport il 31 agosto 1927, ottenendo un enorme successo al botteghino ma stroncature da parte dei critici a causa della tematica omosessuali. Pochi giorni dopo la Società per la prevenzione del vizio ottenne che tutti gli spettacolo di Broadway venissero analizzati scrupolosamente in certa di "oscenità" e censurati. Il 9 febbraio la polizia irruppe in diversi teatri di Broadway, interrompendo le rappresentazioni e arrestando il cast: la stessa West finì in prigione per dieci giorni dopo essere stata arrestata durante una rappresentazione di Sex. Il giorno successivo, il 10 febbraio, la stessa sorte toccò a The Drag in scena in un teatro di Bayonne: la polizia interruppe lo spettacolo e chiuse il teatro. Data l'impossibilità di portare l'opera a Braodway, Mae West riscrisse parte del testo sostituendo a Roland un personaggio eterosessuale, ma anche in questo caso l'opera (intitolata The Pleasure Man) parlava di sesso e sessualità in modo tanto aperto da suscitare ancora una volta reazioni repressive.